# Тілопо смугастобокий

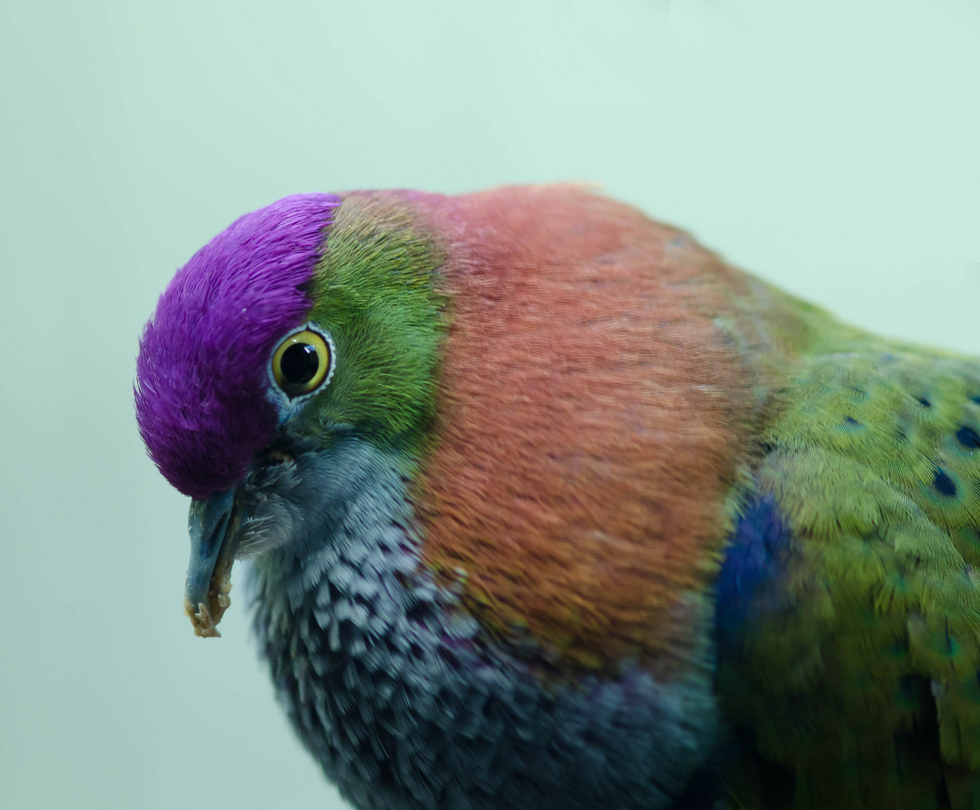
Голова самця (Зоопарк Бургерса, Нідерланди))

Тілопо смугастобокий (Ptilinopus superbus) — вид голубоподібних птахів родини голубових (Columbidae). Мешкає в Австралазії.

## Опис
Довжина птаха становить 20–24 см, вага 76–145 г. Виду притаманний статевий диморфізм. У самців яскраве фіолетово-пурпурове тім'я. На задній частині шиї широка оранжева смуга, яка продовжується на боках шиї. Горло сріблясте, груди сіруваті, пір'я на грудях має світлі кінчики. Груди відділені від білого живота темно-синьою смугою. Боки живота зелені, поцятковані білими плямами. Верхня частина тіла зелена, поцяткована чорними плямами. Покривні пера крил мають вузькі жовті края, махові пера чорні. Кінчик хвоста білий. Дзьоб оливковий біля основи і жовтий на кінці, райдужки жовті, лапи червонуваті. Самиці переважно зелені, на тімені у них фіолетова пляма. Синя смуга на грудях у них відсутня.

## Підвиди
Виділяють два підвиди:
- P. s. temminckii (Des Murs & Prévost, 1849) — Сулавесі;
- P. s. superbus (Temminck, 1809) — від Молуккських до Соломонових островів.

## Поширення і екологія
Смугастобокі тілопо мешкають на Сулавесі, на Молуккських островах, на Новій Гвінеї та на сусідніх островах, на острова Ару, на островах архіпелагу Бісмарка, на Соломонових островах та в Австралії, від мису Кейп-Йорк на південь вздовж східного узбережжя. Вони живуть у вологих рівнинних і гірських тропічних і субтропічних лісах, в мангрових лісах, на плантаціях, в парках і садах. Зустрічаються на висоті до 1600 м над рівнем моря.

## Поведінка
Смугастобокі тілопо ведуть деревний спосіб життя і рідко спускаються на землю. Вони живляться різноманітними плодами і ягодами. Сезон розмноження триває з вересня по січень. Гніздо являє собою платформу з хмизу, типову для голубів. Воно розміщується на висоті від 5 до 30 м над землею. В кладці одне яйце. Самиця насиджує яйце вночі, вдень її змінює самець.

## Збереження
Через широкий ареал і велику популяцію МСОП класифікує цей вид як такий, що не потребує особливих заходів зі збереження. Однак в австралійському штаті Новий Південний Уельс смугастобокий голуб вважається вразливим видом і охороняється законом.